# Segona quantificació

Equivalència entre un sistema d'oscil·ladors i un sistema de bosons.

La segona quantificació, també coneguda com a representació del nombre d'ocupació, és un formalisme utilitzat per descriure i analitzar sistemes quàntics de molts cossos. En la teoria quàntica de camps, es coneix com a quantització canònica, en la qual els camps (normalment com les funcions d'ona de la matèria) es consideren operadors de camps, d'una manera similar a com són les magnituds físiques (posició, moment, etc.) pensat com a operadors en la primera quantificació. Les idees clau d'aquest mètode van ser introduïdes el 1927 per Paul Dirac, i posteriorment van ser desenvolupades, sobretot, per Pascual Jordan i Vladimir Fock. En aquest enfocament, els estats quàntics de molts cossos es representen a la base de l'estat de Fock, que es construeixen omplint cada estat d'una partícula única amb un cert nombre de partícules idèntiques. El segon formalisme de quantificació introdueix els operadors de creació i aniquilació per construir i manejar els estats de Fock, proporcionant eines útils per a l'estudi de la teoria quàntica de molts cossos.
El punt de partida del segon formalisme de quantificació és la noció d'indistinció de partícules en mecànica quàntica. A diferència de la mecànica clàssica, on cada partícula està marcada per un vector de posició diferent {\displaystyle \mathbf {r} _{i}} i diferents configuracions del conjunt de {\displaystyle \mathbf {r} _{i}} s corresponen a diferents estats de molts cossos, en mecànica quàntica, les partícules són idèntiques, de manera que l'intercanvi de dues partícules, és a dir {\displaystyle \mathbf {r} _{i}\leftrightarrow \mathbf {r} _{j}}, no condueix a un estat quàntic de molts cossos diferent. Això implica que la funció d'ona quàntica de molts cossos ha de ser invariant (fins a un factor de fase) sota l'intercanvi de dues partícules. Segons les estadístiques de les partícules, la funció d'ona de molts cossos pot ser simètrica o antisimètrica sota l'intercanvi de partícules.
El terme "segona quantització", introduït per Jordan, és un nom errònia que ha persistit per raons històriques. A l'origen de la teoria quàntica de camps, es va pensar inadequadament que l'equació de Dirac descrivia una funció d'ona relativista (d'aquí l'obsoleta interpretació del "mar de Dirac") en lloc d'un camp d'espinos clàssic que, quan es quantificava (com el camp escalar), donava un camp quàntic fermiònic (vs. un camp quàntic bosònic).
No es quantifica "una altra vegada", com podria suggerir el terme "segon"; el camp que s'està quantificant no és una funció d'ona de Schrödinger que es va produir com a resultat de la quantificació d'una partícula, sinó que és un camp clàssic (com el camp electromagnètic o el camp espinor de Dirac), essencialment un conjunt d'oscil·ladors acoblats, que no era prèviament quantificats. Un és simplement quantificar cada oscil·lador d'aquest conjunt, passant d'un tractament semiclàssic del sistema a un de mecànic totalment quàntic.